# Pavetta novoguineensis
Pavetta novoguineensis är en måreväxtart som beskrevs av Cornelis Eliza Bertus Bremekamp. Pavetta novoguineensis ingår i släktet Pavetta och familjen måreväxter.
Artens utbredningsområde är Papua Nya Guinea. Inga underarter finns listade i Catalogue of Life.